# Eisangelrute

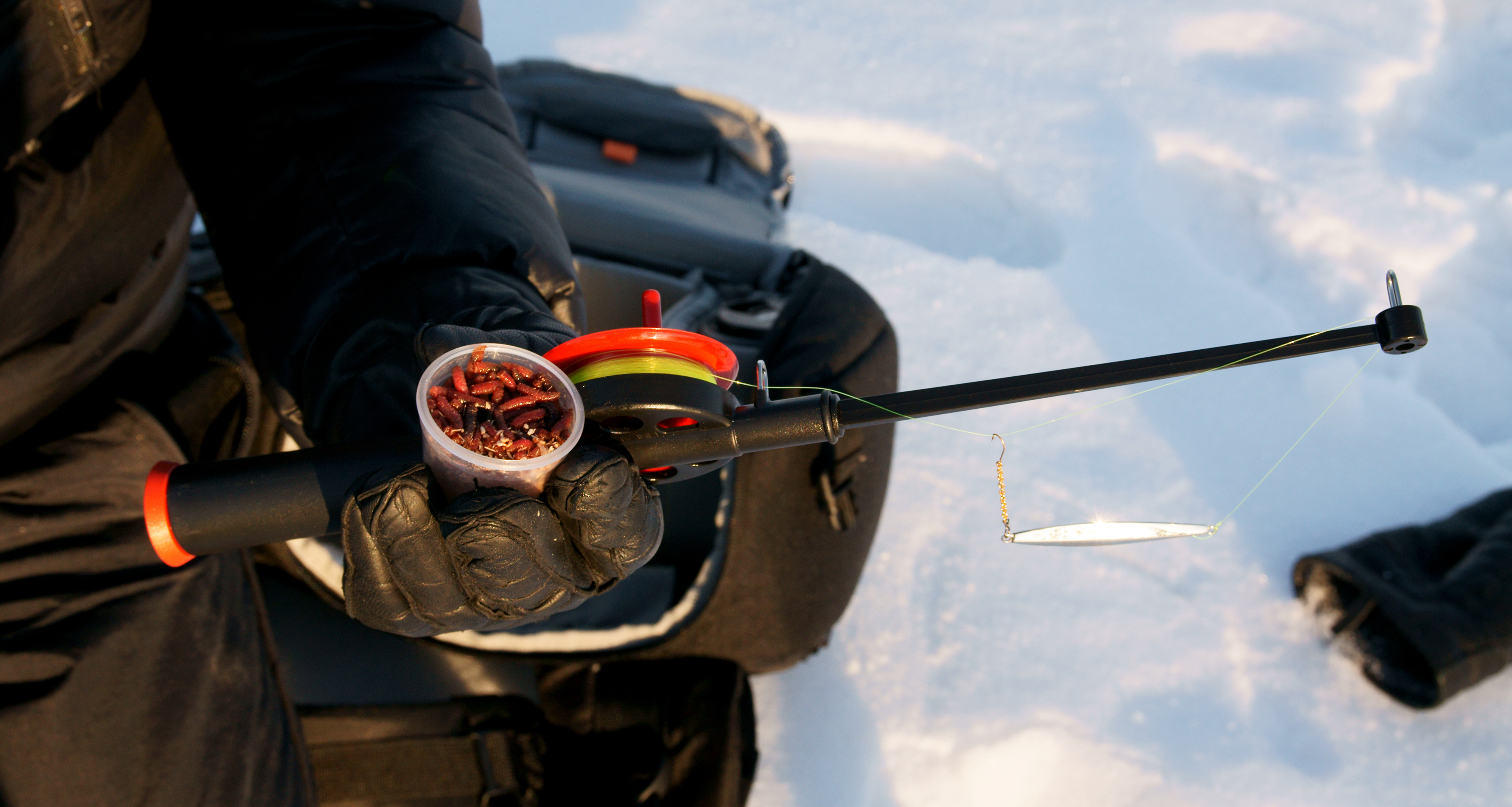
Eisangelrute

Eisangelruten sind kurze Angelruten, die speziell für das Eisangeln gebaut werden. Sie sind in der Regel nur zwischen 20 und 50 cm lang, häufig aus Fiberglas hergestellt, und haben eine empfindliche Spitze, die es erleichtert zu erkennen, ob ein Fisch angebissen hat.
Die Eisangelrute wird auch als Pimpelrute oder  Pimpel bezeichnet. Diese Namensgebung leitet sich vom schwedischen Begriff Pimpelfiske für Eisangeln ab.